# Efebo Rubio

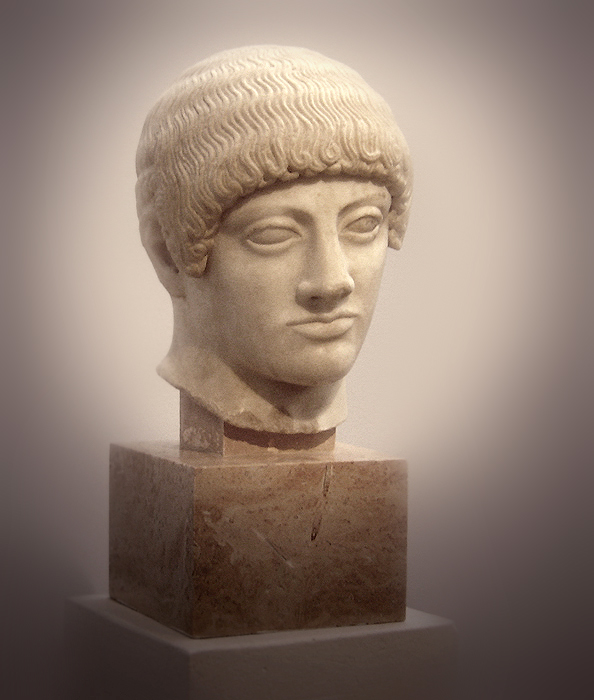
Imagen del Efebo rubio, en el Museo de la Acrópolis, de Atenas.

El Efebo rubio, también conocido como Kuros rubio, es la cabeza de una escultura de un joven efebo que data del año 490 - 480 a. C. y que fue esculpida por artistas de la Antigua Grecia. 

## Hallazgo e historia
La cabeza (junto con la pelvis) fueron halladas en el año 1923, durante las excavaciones del antiguo Museo de la Acrópolis. Se cree que quedó bajo los restos de la Acrópolis después de su destrucción por parte de los persas de Jerjes I.

## Simbología
La pieza representa a un efebo con expresión melancólica. Se denominó efebo rubio debido a la tonalidad amarillenta de su cabello que aun conserva, las estatuas antiguas estaban policromadas originalmente.
Es una escultura del siglo V a. C., por lo que se aprecia la moda que comenzaba en Grecia por aquellos tiempos de recoger el pelo con una cinta, pues muestra muy bien los cánones contemporáneos.

## Características
- Autor: Anónimo.
- Estilo: Protoclasico
- Material: Mármol.
- Altura: 25 centímetros.
- Profundidad: 22,8 centímetros

## Conservación
La pieza se expone de forma permanente en el Museo de la Acrópolis de Atenas (Grecia), donde tiene asignado el número de inventario 689.